# Peptide
Peptide (từ tiếng Hy Lạp πεπτός, nghĩa là "tiêu hóa", xuất phát từ πέσσειν, "tiêu hóa") là những hợp chất chứa từ 2 đến 50 gốc α-amino acid liên kết với nhau bằng các liên kết peptide.
Các liên kết hóa học kết cộng hóa trị được hình thành khi các nhóm carboxyl của một amino acid phản ứng với các nhóm amin khác. Các peptide ngắn nhất là dipeptide, gồm 2 amino acid tham gia của một peptide duy nhất, tiếp theo là tripeptide, tetrapeptide, vv... Một polypeptide là một chuỗi peptide dài, liên tục, và không phân nhánh. Do đó, các peptide thuộc lớp hóa chất rộng của oligomer sinh học và polyme, cùng với acid nucleic, oligosaccharide và polysaccharide, vv...
Peptide được phân biệt với các protein trên cơ sở kích thước, và như một mốc chuẩn tùy ý có thể được hiểu là có chứa khoảng 50 hoặc ít amino acid. Protein bao gồm một hoặc nhiều polypeptide sắp xếp một cách sinh học chức năng, thường bị ràng buộc để phối tử như coenzyme và đồng yếu tố, hoặc đến một protein hoặc đại phân tử khác (DNA, RNA, vv...), hoặc đối với các tổ hợp đại phân tử phức. Cuối cùng, trong khi các khía cạnh của các kỹ thuật phòng thí nghiệm áp dụng cho các peptide so với polypeptide và protein khác nhau (ví dụ, các chi tiết cụ thể của điện di, sắc ký, vv), ranh giới phân biệt kích thước đó peptide từ polypeptide và protein không phải là tuyệt đối: peptide dài như amyloid beta đã được gọi là protein và các protein nhỏ hơn như insulin đã được coi là peptide.

## Thuật ngữ

### Độ dài
Một số thuật ngữ liên quan đến peptide không có định nghĩa chính xác về độ dài và thường có sự chồng chéo trong việc sử dụng chúng:
- Polypeptide là một chuỗi mạch thẳng gồm nhiều amino acid (bất kỳ độ dài nào), được liên kết với nhau bằng các liên kết peptit
- Protein bao gồm một hoặc nhiều polypeptide (hơn 50 amino acid).
- Oligopeptide bao gồm chỉ một số ít amino acid (từ 2 đến 20).

### Số amino acid

Một tripeptide (ví dụ Val-Gly-Ala) với đầu amino được
đánh dấu màu xanh lá cây (L-valine) và đầu carboxyl được
đánh dấu màu xanh da trời (L-alanine)

Peptide và protein thường được mô tả bằng số amino acid trong chuỗi của chúng, ví dụ một protein có 158 amino acid có thể được mô tả là một "protein dài 158 amino acid".
Các peptide có độ dài ngắn cụ thể được đặt tên bằng cách sử dụng tiền tố IUPAC numerical multiplier:
- Monopeptide có một amino acid.
- Dipeptide có 2 amino acid.
- Tripeptide có 3 amino acid.
- Tetrapeptide có 4 amino acid.
- Pentapeptide có 5 amino acid (ví dụ, enkephalin).
- Hexapeptide có 6 amino acid (ví dụ, angiotensin IV).
- Heptapeptide có 7 amino acid (ví dụ, spinorphin).
- Octapeptide có 8 amino acid (ví dụ, angiotensin II).
- Nonapeptide có 9 amino acid (ví dụ, oxytocin).
- Decapeptide có 10 amino acid (ví dụ, gonadotropin-releasing hormone và angiotensin I).
- Undecapeptide có 11 amino acid (ví dụ, chất P).